# Fontenille-Saint-Martin-d’Entraigues
Fontenille-Saint-Martin-d’Entraigues – miejscowość i gmina we Francji, w regionie Nowa Akwitania, w departamencie Deux-Sèvres.
Według danych na rok 1990 gminę zamieszkiwało 588 osób, a gęstość zaludnienia wynosiła 39 osób/km² (wśród 1467 gmin regionu Poitou-Charentes Fontenille-Saint-Martin-d'Entraigu plasuje się na 498. miejscu pod względem liczby ludności, natomiast pod względem powierzchni na miejscu 577.).